# This Is Not the Target Market
This Is Not the Target Market è il secondo album in studio del gruppo musicale neozelandese Steriogram, pubblicato nel 2007.

## Tracce
1. Get Up – 2:45
2. Talk About It – 2:32
3. Own Way Home – 2:42
4. Sitting Above Me – 2:36
5. Wasted – 2:41
6. Satan Is a Lady – 3:03
7. Just Like You – 2:22
8. Muchacha – 3:01
9. Built on Lies (Gangster) – 2:34
10. Kare Kare – 3:24

## Formazione
- Tyson Kennedy - voce
- Brad Carter - voce, chitarra
- Tim Youngson - chitarra, cori
- Jake Adams - basso, cori
- Jared Wrennall - batteria, cori